# Грецький Руслан Федорович
Русла́н Фе́дорович Гре́цький (27 травня 1976 — 20 листопада 2014) — прапорщик Збройних сил України.

## Бойовий шлях
Мобілізований у серпні 2014-го, проходив підготовку на Яворівському полігоні. Технік роти, 80-та окрема десантно-штурмова бригада.
Загинув увечері 20 листопада 2014-го у місті Дружківка від випадкового пострілу з підствольного гранатомета ГП-25, котрий був зроблений солдатом роти вогневої підтримки 3-го батальйону. П'ять військовиків зазнали поранень.
Без Руслана лишились мама, дружина, донька 1998 р. н., брат.
Похований у селі Мархалівка 24 листопада 2014-го.

## Нагороди
За особисту мужність і героїзм, виявлені у захисті державного суверенітету та територіальної цілісності України, вірність військовій присязі під час російсько-української війни, відзначений — нагороджений
- орденом «За мужність» III ступеня (посмертно)